# VDI
Verein Deutscher Ingenieure (VDI) (en català: Associació d'Enginyers Alemanys) és una organització d'uns 135.000 enginyers i científics naturals. Més de 12.000 experts honoraris processen les últimes troballes tècniques cada any per promoure la tecnologia. Fundada el 1856, és la major associació d'enginyeria de l'Europa Occidental. El seu paper a Alemanya és comparable al de l'American Society of Civil Engineers (ASCE) als Estats Units o Engineers Australia (EA) a Austràlia, però inclou un treball de camp més ampli. No és un sindicat, però promou l'avanç de la tecnologia i representa els interessos dels enginyers i les empreses d'enginyeria a Alemanya.

## Història
L'organització va ser fundada el 12 de maig de 1856 per investigadors de la Fraternitat Acadèmica Hütte, a la petita ciutat d'Alexisbad, i la primera revista es va publicar oficialment el 1857. El 1866, la VDI va ajudar a establir el predecessor de la Technischer Überwachungsverein, la Dampfkesselüberwachungsvereinen (en català: associació d'inspecció de calderes de vapor). En aquell moment, l'enginyeria no es considerava del mateix rang que les disciplines científiques, cosa que la VDI va canviar el 1899, amb la recategorització de la Technische Hochschule com un tipus d'universitat. El 1923 es va fundar la VDI Verlag, que publicava diaris mensuals que es distribuïen als membres. Després de la Segona Guerra Mundial, la VDI va traslladar la seva seu de Berlín a Düsseldorf, on roman avui dia. També va ajudar a establir l'Arbeitsgemeinschaft für Kerntechnik (en català: Societat per a la Tecnologia Nuclear) el 1956, que va donar lloc a l'Atomforum alemany, el 1959. Recentment, el VDI va treballar conjuntament amb l'EXPO 2000 Hannover GmbH per establir el primer dia mundial de l'enginyeria.

## Membresia
El 2013, el VDI tenia més de 150.000 membres registrats a tot el món, que també incloïen científics i professionals de les TI. Els membres tenen l'oportunitat de demanar ajuda sobre perspectives i oportunitats laborals, rebre notícies sobre la professió d'enginyeria, especialment a Alemanya, així com altres serveis com ara assegurances especialitzades. Els membres també poden adjuntar el sufix VDI en convertir-se en membres, i es classifica com un sufix de nom legítim.